# Cratere Necho
Necho è un cratere lunare di 36,87 km situato nella parte sud-occidentale della faccia nascosta della Luna.